# Сид Чарис
Сид Чарис (на английски: Cyd Charisse) е американска актриса и танцьорка, която придобива известност през ерата на мюзикълите в Холивуд. 

## Биография
Родена е с името Тули Финклеа на 8 март 1922 година в Амарило, щата Тексас, САЩ. Като малко момиче взима уроци по балет, за да укрепи мускулите си след прекаран полиомиелит. На юношестка възраст е изпратена в Калифорния, за да се обучава професионално за танцьорка. На 13-годишна възраст се присъединява към пътуваща балетна трупа, където се изявява с псевдонимите Мария Истомина и Фелия Сидорова.
През 1943 година дебютира във филмовото изкуство с филма „Something to Shout About“, където играе под псевдонима Лили Норуд. Стига до ролята след като е забелязана от скаути. През следващото десетилетие участва с малки или анонимни роли в различни продукции. През 1946 година подписва договор с компанията „Метро-Голдуин-Майер.“
За първи път използва артистичния псевдоним Сид Чарис във филма „Ziegfeld Follies“ (1945). Промяната е направена от продуцента на заглавието Артър Фрид. Псевдонимът е съставен от промененото изписване на „Sid“ – обръщение използвано от по-малкия брат на актрисата, когато не е можел да произнася добре думата „сестра“ (на английски: sister), и фамилното име на актрисата след като се омъжва – „Чарис“.
През 1952 година придобива известност с участието си във филма „Аз пея под дъжда“, където има единична появява в една от многото танцувални сцени. Това е сцената „Broadway Melody Ballet“, където партнира на Джийн Кели. През следващата година играе първата си главна роля в „The Band Wagon“. В този филм изиграва една от най-известните танцувални сцени във филмовото изкуство – „The Girl Hunt Ballet“. Друг известен филм с нейно участние е „Brigadoon“ (1954), където танцува на песента „The Heather on the Hill“.
Успешните години на Сид Чарис като актриса са в периода на голямата популярност на мюзикъли в Холивуд, която залязва през 1960-те години. Последният известен мюзикъл с нейно участие е „Silk Stockings“ (1957). След този период тя участва в няколко филми с драматични роли. Последният неин филм е „Private Screening“ (1989). Участва също в 14 театрални постановки. Има появи в телевизията. След залеза на мюзикълите, Чарис се изявява като танцьорка по нощните клубове, където партнира на певеца и неин съпруг Тони Мартин.
През 2006 година е удостоена от президента Джордж Уокър Буш с Национален медал за изкуство.
Умира на 17 юни 2008 година от сърдечен удар в болница в Лос Анджелис.

### Семейство
Сид Чарис има два брака. От 1939 до 1947 година е омъжена за танцьора и танцов инструктор Нико Чарис. Двойката се запознава в Европа и има един син – Ники Чарис. Разделят се с развод. През 1948 година Чарис се омъжва за певеца и актьор Тони Мартин, с когото има син – Тони. Бракът им продължава до смъртта на актрисата.
Нейна племенница е актрисата Нана Визитор.

### Любопитни факти
През 1952 година нейните крака са застраховани за пет милиона долара. Компанията „Метро-Голдуин-Майер“ твърди, че всеки крак на актрисата е застрахован за един милион долара. По-късно Чарис разкрива, че идеята за застраховката е на рекламния отдел на компанията.
През 1962 година подкрепя Ричард Никсън в борбата му за Губернатор на Калифорния.
Нейният любим филм от ерата ѝ на актриса е „Silk Stockings“.

## Частична филмография
- 1943 – „Something to Shout About“
- 1943 – „Mission to Moscow“
- 1943 – „Thousands Cheer“
- 1945 – „Ziegfeld Follies“
- 1946 – „The Harvey Girls“
- 1946 – „Three Wise Fools“
- 1946 – „Till the Clouds Roll By“
- 1947 – „Fiesta“
- 1947 – „The Unfinished Dance“
- 1948 – „On an Island with You“
- 1948 – „The Kissing Bandit“
- 1948 – „Words and Music“
- 1949 – „East Side, West Side“
- 1950 – „Tension“
- 1951 – „Mark of the Renegade“
- 1952 – „Аз пея под дъжда“ (Singin' in the Rain)
- 1952 – „The Wild North“
- 1953 – „Sombrero“
- 1953 – „The Band Wagon“
- 1954 – „Brigadoon“
- 1954 – „Deep in My Heart“
- 1955 – „It's Always Fair Weather“
- 1956 – „Meet Me in Las Vegas“
- 1957 – „Silk Stockings“
- 1958 – „Twilight for the Gods“
- 1958 – „Party Girl“
- 1960 – „Black Tights“
- 1961 – „Five Golden Hours“
- 1962 – „Two Weeks in Another Town“
- 1962 – „Something's Got To Give“
- 1965 – „Assassination in Rome“
- 1966 – „The Silencers“
- 1967 – „Maroc 7“
- 1976 – „Won Ton Ton, the Dog Who Saved Hollywood“
- 1978 – „Warlords of Atlantis“
- 1989 – „Private Screening“